# Michał Arabudzki
Michał Arabudzki (ur. 29 września 1956 w Milanówku) – polski scenarzysta i reżyser filmowy, absolwent Wydziału Etnografii Uniwersytetu Warszawskiego. W 1986 roku ukończył studia w Zaocznym Wyższym Zawodowym Studium Scenariuszowym w łódzkiej PWSFTviT.

## Filmografia

### Filmy fabularne
- 1991 – Niech żyje miłość – współpraca reżyserska, scenariusz, dialogi
- 1991 – Przeklęta Ameryka – współpraca reżyserska, scenariusz, dialogi
- 1997 – Kochaj i rób, co chcesz – współpraca reżyserska, scenariusz, dialogi

### Seriale
- 1992 – Aby do świtu... - scenariusz
- 2007 – Twarzą w twarz - scenariusz

### Filmy krótkometrażowe oraz dokumentalne
- 1988 – Co wyszło z ziemi? – współpraca realizatorska
- 1990 – Nie wierzę politykom – realizacja
- 1995 – Prawdziwe życie – współpraca
- 1996 – Bara bara – reżyseria, scenariusz
- 1997 – Zamień mnie w długiego węża – reżyseria
- 1998 – Polska ruletka – reżyseria, scenariusz
- 1998 – Życie ci wszystko wybaczy – reżyseria
- 2001 – Noce z generałem – współpraca realizatorska
- 2002 – Miłość do płyty winylowej – reżyseria, scenariusz
- 2007 – Homo.pl – pomysł scenariusza

## Nagrody i wyróżnienia
- 1986 – wyróżnienie na XV Koszalińskich Spotkaniach Filmowych za scenariusz Nieustraszeni poszukiwacze zagubionego czasu[1]
- 1998 – Brązowy Smok na Festiwalu Filmów Krótkometrażowych (obecnie Festiwal Filmowy) w Krakowie (w Konkursie Międzynarodowym) za film Zamień mnie w długiego węża
- 1989 – stypendium Ministerstwa Kultury i Sztuki[1]
- 1990 – nagroda specjalna na Międzynarodowym Festiwalu Filmów Krótkometrażowych i Dokumentalnych w Krakowie za film Nie wierzę politykom[1]